# Bob Carney
Robert Lee "Bob" Carney (Aurora, Illinois; 3 de agosto de 1932 - Peoria, Illinois; 10 de noviembre de 2011) fue un jugador de baloncesto estadounidense que disputó una temporada en la NBA. Con 1,91 metros de estatura, jugaba en la posición de base.

## Trayectoria deportiva

### Universidad
Jugó durante tres temporadas con los Braves de la Universidad de Bradley, en las que consiguió 1.355 puntos, hoy en día en el puesto 19 de los mejores anotadores de su universidad. Fue pieza clave en conseguir llegar a la final del Torneo de la NCAA de 1954, en la que cayeron ante La Salle. Estableció un récord del torneo que ha permanecido vigente durante 57 años, el de más tiros libres lanzados en un partido, con 26, y el de más anotados, con 23, en las semifinales regionales ante Colorado. El de más lanzados se lo arrebató David Robinson en 1986, pero solo convirtió 21, mientras que el de más conseguidos lo comparte con Travis Mays desde 1990.

### Profesional
Fue elegido en la cuadragésimo séptima posición del Draft de la NBA de 1954 por Milwaukee Hawks, pero acabó fichando por los Minneapolis Lakers, con los que disputó 19 partidos, en los que promedió 3,6 puntos y 2,4 rebotes.

## Estadísticas de su carrera en la NBA

### Temporada regular
| Temporada | Edad | Equipo             | Liga | P  | TIT | MIN  | TC  | TCA | %TC  | 3P | 3PA | %3P | TL  | TLA | %TL  | R.OF. | R.DEF. | REB | ASIS | ROB | TAP | PER | FP  | PTS |
| 1954-55   | 22   | Minneapolis Lakers | NBA  | 19 |     | 12.8 | 1.3 | 3.4 | .375 |    |     |     | 1.1 | 2.1 | .525 |       |        | 2.4 | 0.8  |     |     |     | 1.9 | 3.6 |
| Total     |      |                    | NBA  | 19 |     | 12.8 | 1.3 | 3.4 | .375 |    |     |     | 1.1 | 2.1 | .525 |       |        | 2.4 | 0.8  |     |     |     | 1.9 | 3.6 |

### Playoffs
| Temporada | Edad | Equipo             | Liga | P | MIN | TCA | TC | 3PA | 3P | TLA | TL | R.OF. | REB | ASIS | ROB | TAP | PER | FP | PTS | %TC  | %3P | %FT  | MIN | PTS | REB | AST |
| 1954-55   | 22   | Minneapolis Lakers | NBA  | 7 | 41  | 1   | 8  |     |    | 8   | 9  |       | 5   | 3    |     |     |     | 7  | 10  | .125 |     | .889 | 5.9 | 1.4 | 0.7 | 0.4 |
| Total     |      |                    | NBA  | 7 | 41  | 1   | 8  |     |    | 8   | 9  |       | 5   | 3    |     |     |     | 7  | 10  | .125 |     | .889 | 5.9 | 1.4 | 0.7 | 0.4 |